# کوه هما
کوه هُما (به انگلیسی: Mount Homa) آتشفشان مختلط کربناتیت عظیمی به ارتفاع ۱۷۵۱ متر واقع در در غرب کنیا در شرق آفریقاست که شبه‌جزیرهٔ پهناوری را در کرانهٔ شرقیِ دریاچه ویکتوریا تشکیل می‌دهد. مجراهای بسیاری در ردامنه‌های این مجموعهٔ آتشفشانیِ عمدتاً میوسنی تا پلیستوسنی  وجود دارد که از این میان می‌توان به آب دهانه کربناتیت و فرامافیکی دریاچه سیمبی در پایین دامنهٔ شرقی این کوه اشاره نمود.
مجراهای چییو، گوت اوجاوا و گوت اولو در کناره‌های جنوبی و غربی کوه هما در آخرین مراحل فعالیت کربناتیت شکل گرفته‌اند و آب دهانه دریاچهٔ سیمبی نیز بنا بر روایات سکنهٔ اطراف آن باید در دوره‌ای تاریخی تشکیل شده باشد.